# فهرست بازیکنان تیم ملی فوتبال بلژیک
این فهرست مربوط به بازیکنان تیم ملی فوتبال بلژیک است.
| نام به فارسی           | نام به انگلیسی          | تعداد بازی ملی | تعداد گل ملی | مجموع دقایق بازی کردن | اولین بازی ملی  | تیم مقابل                            | آخرین بازی ملی  | تیم مقابل                                    | منبع    |
| یان کولمانس            | Jan Ceulemans           | ۹۶             | ۲۲           | ۸۲۵۶                  | ۲۶ مارس ۱۹۷۷    | تیم ملی فوتبال هلند                  | ۲۷ فوریه ۱۹۹۱   | تیم ملی فوتبال لوکزامبورگ                    | [ ۱ ]   |
| تیمی سیمونس            | Timmy Simons            | ۹۳             | ۶            | ۷۶۳۲                  | ۲۵ آوریل ۲۰۰۱   | تیم ملی فوتبال جمهوری چک             | ۲۹ مه ۲۰۱۳      | تیم ملی فوتبال ایالات متحده آمریکا           | [ ۲ ]   |
| اریک گرتس              | Eric Gerets             | ۸۶             | ۳            | ۷۴۶۰                  | ۲۷ سپتامبر ۱۹۷۵ | تیم ملی فوتبال جمهوری دمکراتیک آلمان | ۲۷ مارس ۱۹۹۱    | تیم ملی فوتبال ولز                           | [ ۳ ]   |
| فرانکی فان در الست     | Franky Van der Elst     | ۸۶             | ۱            | ۷۳۸۸                  | ۱۹ دسامبر ۱۹۸۴  | تیم ملی فوتبال یونان                 | ۲۵ ژوئن ۱۹۹۸    | تیم ملی فوتبال کره جنوبی                     | [ ۴ ]   |
| انزو شیفو              | Enzo Scifo              | ۸۴             | ۱۹           | ۶۹۷۴                  | ۶ ژوئن ۱۹۸۴     | تیم ملی فوتبال مجارستان              | ۲۵ ژوئن ۱۹۹۸    | تیم ملی فوتبال کره جنوبی                     | [ ۵ ]   |
| پائول فان هیمست        | Paul Van Himst          | ۸۱             | ۳۰           | ۷۰۳۸                  | ۲ اکتبر ۱۹۶۰    | تیم ملی فوتبال هلند                  | ۷ دسامبر ۱۹۷۴   | تیم ملی فوتبال جمهوری دمکراتیک آلمان         | [ ۶ ]   |
| بارت گور               | Bart Goor               | ۷۸             | ۱۳           | ۶۲۰۷                  | ۳ فوریه ۱۹۹۹    | تیم ملی فوتبال قبرس                  | ۲۰ اوت ۲۰۰۸     | تیم ملی فوتبال آلمان                         | [ ۷ ]   |
| گئورگس خرون            | Georges Grün            | ۷۷             | ۶            | ۶۴۸۵                  | ۱۳ ژوئن ۱۹۸۴    | تیم ملی فوتبال یوگسلاوی              | ۱۵ نوامبر ۱۹۹۵  | تیم ملی فوتبال قبرس                          | [ ۸ ]   |
| دانیل ون بویتن         | دانیل ون بویتن          | ۷۳             | ۱۰           | ۵۹۹۱                  | ۲۸ فوریه ۲۰۰۱   | تیم ملی فوتبال سن مارینو             | ۶ سپتامبر ۲۰۱۳  | تیم ملی فوتبال اسکاتلند                      | [ ۹ ]   |
| لورنزو استیلنس         | Lorenzo Staelens        | ۷۰             | ۸            | ۵۷۷۸                  | ۲۶ مه ۱۹۹۰      | تیم ملی فوتبال رومانی                | ۱۹ ژوئن ۲۰۰۰    | تیم ملی فوتبال ترکیه                         | [ ۱۰ ]  |
| مارک ویلموتس           | Marc Wilmots            | ۷۰             | ۲۹           | ۴۹۴۷                  | ۲۶ مه ۱۹۹۰      | تیم ملی فوتبال رومانی                | ۱۷ ژوئن ۲۰۰۲    | تیم ملی فوتبال برزیل                         | [ ۱۱ ]  |
| ویک میس                | Vic Mees                | ۶۸             | ۳            | ۵۹۸۲                  | ۲ ژانویه ۱۹۴۹   | تیم ملی فوتبال اسپانیا               | ۲ اکتبر ۱۹۶۰    | تیم ملی فوتبال هلند                          | [ ۱۲ ]  |
| گئورگس هیلینس          | Georges Heylens         | ۶۷             | *            | ۵۹۷۲                  | ۰۸ مارس ۱۹۶۱    | تیم ملی فوتبال آلمان غربی            | ۱۸ آوریل ۱۹۷۳   | تیم ملی فوتبال جمهوری دمکراتیک آلمان         | [ ۱۳ ]  |
| ژف ژوریون              | Jef Jurion              | ۶۴             | ۹            | ۵۷۴۵                  | ۲۵ دسامبر ۱۹۵۵  | تیم ملی فوتبال فرانسه                | ۲۱ مه ۱۹۶۷      | تیم ملی فوتبال لهستان                        | [ ۱۴ ]  |
| ژان-ماری فاف           | ژان-ماری فاف            | ۶۴             | **           | ۵۷۶۱                  | ۲۲ مه ۱۹۷۶      | تیم ملی فوتبال هلند                  | ۲۳ سپتامبر ۱۹۸۷ | تیم ملی فوتبال بلغارستان                     | [ ۱۵ ]  |
| مارک دگریسه            | Marc Degryse            | ۶۳             | ۲۳           | ۵۱۸۰                  | ۵ سپتامبر ۱۹۸۴  | تیم ملی فوتبال آرژانتین              | ۱۴ دسامبر ۱۹۹۶  | تیم ملی فوتبال هلند                          | [ ۱۶ ]  |
| فرانک فرکوترن          | Frank Vercauteren       | ۶۳             | ۹            | ۵۰۹۰                  | ۱۶ نوامبر ۱۹۷۷  | تیم ملی فوتبال ایرلند شمالی          | ۱۲ اکتبر ۱۹۸۸   | تیم ملی فوتبال برزیل                         | [ ۱۷ ]  |
| برنارد فورهوف          | Bernard Voorhoof        | ۶۱             | ۳۰           | ۵۴۹۰                  | ۱۵ آوریل ۱۹۲۸   | تیم ملی فوتبال فرانسه                | ۲۱ آوریل ۱۹۴۰   | تیم ملی فوتبال هلند                          | [ ۱۸ ]  |
| میشل پرودوم            | میشل پرودوم             | ۵۸             | *            | ۵۱۷۷                  | ۲ مه ۱۹۷۹       | تیم ملی فوتبال اتریش                 | ۱۷ دسامبر ۱۹۹۴  | تیم ملی فوتبال اسپانیا                       | [ ۱۹ ]  |
| اریک دفلاندر           | Éric Deflandre          | ۵۷             | *            | ۳۹۱۰                  | ۱۴ دسامبر ۱۹۹۶  | تیم ملی فوتبال هلند                  | ۱۲ اکتبر ۲۰۰۵   | تیم ملی فوتبال لیتوانی                       | [ ۲۰ ]  |
| امیل امپنزا            | Émile Mpenza            | ۵۷             | ۱۹           | ۳۸۹۰                  | ۱۱ فوریه ۱۹۹۷   | تیم ملی فوتبال ایرلند شمالی          | ۱۴ اکتبر ۲۰۰۹   | تیم ملی فوتبال استونی                        | [ ۲۱ ]  |
| ویلفرید فان موئر       | Wilfried Van Moer       | ۵۷             | ۹            | ۴۲۹۴                  | ۲۲ اکتبر ۱۹۶۶   | تیم ملی فوتبال سوئیس                 | ۱ ژوئیه ۱۹۸۲    | تیم ملی فوتبال اتحاد جماهیر شوروی سوسیالیستی | [ ۲۲ ]  |
| لوئیس کاریه            | Louis Carré             | ۵۶             | *            | ۵۰۷۰                  | ۱۷ اکتبر ۱۹۴۸   | تیم ملی فوتبال فرانسه                | ۰۲ مارس ۱۹۵۸    | تیم ملی فوتبال آلمان غربی                    | [ ۲۳ ]  |
| وینسنت کمپانی          | وینسنت کمپانی           | ۵۶             | ۴            | ۴۶۵۶                  | ۱۸ فوریه ۲۰۰۴   | تیم ملی فوتبال فرانسه                | ۱۴ اوت ۲۰۱۳     | تیم ملی فوتبال فرانسه                        | [ ۲۴ ]  |
| ژف مرمانس              | Jef Mermans             | ۵۶             | ۲۸           | ۵۰۲۲                  | ۱۵ دسامبر ۱۹۴۵  | تیم ملی فوتبال فرانسه                | ۱۱ نوامبر ۱۹۵۶  | تیم ملی فوتبال فرانسه                        | [ ۲۵ ]  |
| مبو امپنزا             | Mbo Mpenza              | ۵۶             | ۳            | ۲۶۴۸                  | ۲۹ مارس ۱۹۹۷    | تیم ملی فوتبال ولز                   | ۱۲ سپتامبر ۲۰۰۷ | تیم ملی فوتبال قزاقستان                      | [ ۲۶ ]  |
| لوک نیلیس              | Luc Nilis               | ۵۶             | ۱۰           | ۳۶۰۰                  | ۲۶ مارس ۱۹۸۸    | تیم ملی فوتبال مجارستان              | ۱۹ ژوئن ۲۰۰۰    | تیم ملی فوتبال ترکیه                         | [ ۲۷ ]  |
| مایکل رنکین            | Michel Renquin          | ۵۵             | *            | ۴۵۹۵                  | ۲۲ مه ۱۹۷۶      | تیم ملی فوتبال هلند                  | ۲۳ سپتامبر ۱۹۸۷ | تیم ملی فوتبال بلغارستان                     | [ ۲۸ ]  |
| وسلی سونک              | Wesley Sonck            | ۵۵             | ۲۴           | ۳۴۹۵                  | ۲ ژوئن ۲۰۰۱     | تیم ملی فوتبال لتونی                 | ۰۳ مارس ۲۰۱۰    | تیم ملی فوتبال کرواسی                        | [ ۲۹ ]  |
| دنی بوفین              | Danny Boffin            | ۵۳             | ۱            | ۳۲۳۴                  | ۲۳ اوت ۱۹۸۹     | تیم ملی فوتبال دانمارک               | ۲۶ مه ۲۰۰۲      | تیم ملی فوتبال کاستاریکا                     | [ ۳۰ ]  |
| ریموند برین            | Raymond Braine          | ۵۲             | ۲۳           | ۴۵۹۰                  | ۱۵ مارس ۱۹۲۵    | تیم ملی فوتبال هلند                  | ۲۷ مه ۱۹۳۹      | تیم ملی فوتبال لهستان                        | [ ۳۱ ]  |
| موسی دمبله             | Moussa Dembélé          | ۵۱             | ۵            | ۳۳۸۲                  | ۲۰ مه ۲۰۰۶      | تیم ملی فوتبال اسلواکی               | ۶ سپتامبر ۲۰۱۳  | تیم ملی فوتبال اسکاتلند                      | [ ۳۲ ]  |
| آرماند سوارتنبروکس     | Armand Swartenbroeks    | ۵۰             | *            | ۴۳۲۴                  | ۲۰ آوریل ۱۹۱۳   | تیم ملی فوتبال هلند                  | ۱۱ مارس ۱۹۲۸    | تیم ملی فوتبال هلند                          | [ ۳۳ ]  |
| رنه فاندریکن           | René Vandereycken       | ۵۰             | ۳            | ۴۲۳۲                  | ۱۵ نوامبر ۱۹۷۵  | تیم ملی فوتبال فرانسه                | ۸ ژوئن ۱۹۸۶     | تیم ملی فوتبال عراق                          | [ ۳۴ ]  |
| گرت فرهین              | Gert Verheyen           | ۵۰             | ۱۰           | ۳۵۳۳                  | ۱۲ اکتبر ۱۹۹۴   | تیم ملی فوتبال دانمارک               | ۱۷ ژوئن ۲۰۰۲    | تیم ملی فوتبال برزیل                         | [ ۳۵ ]  |
| جان ورتنگن             | جان ورتنگن              | ۵۰             | ۴            | ۴۰۹۱                  | ۲ ژوئن ۲۰۰۷     | تیم ملی فوتبال پرتغال                | ۶ سپتامبر ۲۰۱۳  | تیم ملی فوتبال اسکاتلند                      | [ ۳۶ ]  |
| ویلفرد پویس            | Wilfried Puis           | ۴۹             | ۹            | ۴۲۷۰                  | ۱۳ مه ۱۹۶۲      | تیم ملی فوتبال ایتالیا               | ۲۷ سپتامبر ۱۹۷۵ | تیم ملی فوتبال جمهوری دمکراتیک آلمان         | [ ۳۷ ]  |
| پل آنول                | Pol Anoul               | ۴۸             | ۲۰           | ۴۳۵۰                  | ۴ مه ۱۹۴۷       | تیم ملی فوتبال هلند                  | ۲۶ سپتامبر ۱۹۵۴ | تیم ملی فوتبال آلمان غربی                    | [ ۳۸ ]  |
| پیر هانون              | Pierre Hanon            | ۴۸             | ۳            | ۴۲۵۹                  | ۱۴ اکتبر ۱۹۵۶   | تیم ملی فوتبال هلند                  | ۱۹ اکتبر ۱۹۶۹   | تیم ملی فوتبال یوگسلاوی                      | [ ۳۹ ]  |
| اروین فاندنبرگ         | Erwin Vandenbergh       | ۴۸             | ۲۰           | ۴۰۲۸                  | ۱۹ دسامبر ۱۹۷۹  | تیم ملی فوتبال اسکاتلند              | ۲۷ مارس ۱۹۹۱    | تیم ملی فوتبال ولز                           | [ ۴۰ ]  |
| یوس فاندرهایگه         | Yves Vanderhaeghe       | ۴۸             | ۲            | ۳۷۳۸                  | ۳۰ مه ۱۹۹۹      | تیم ملی فوتبال پرو                   | ۱۲ اکتبر ۲۰۰۵   | تیم ملی فوتبال لیتوانی                       | [ ۴۱ ]  |
| ریک کوپنس              | Rik Coppens             | ۴۷             | ۲۱           | ۴۲۶۰                  | ۱۳ مارس ۱۹۴۹    | تیم ملی فوتبال هلند                  | ۴ اکتبر ۱۹۵۹    | تیم ملی فوتبال هلند                          | [ ۴۲ ]  |
| لودو کوئک              | Ludo Coeck              | ۴۶             | ۴            | ۳۷۶۲                  | ۸ سپتامبر ۱۹۷۴  | تیم ملی فوتبال ایسلند                | ۱۹ ژوئن ۱۹۸۴    | تیم ملی فوتبال دانمارک                       | [ ۴۳ ]  |
| والتر میووس            | Walter Meeuws           | ۴۶             | *            | ۴۰۲۷                  | ۲۶ ژانویه ۱۹۷۷  | تیم ملی فوتبال ایتالیا               | ۲۹ فوریه ۱۹۸۴   | تیم ملی فوتبال آلمان غربی                    | [ ۴۴ ]  |
| پیر براین              | Pierre Braine           | ۴۴             | ۴            | ۳۸۵۸                  | ۱۵ ژانویه ۱۹۲۲  | تیم ملی فوتبال فرانسه                | ۲۷ دسامبر ۱۹۳۰  | تیم ملی فوتبال فرانسه                        | [ ۴۵ ]  |
| مروانه فلینی           | مروانه فلینی            | ۴۴             | ۷            | ۳۵۴۶                  | ۷ فوریه ۲۰۰۷    | تیم ملی فوتبال جمهوری چک             | ۶ سپتامبر ۲۰۱۳  | تیم ملی فوتبال اسکاتلند                      | [ ۴۶ ]  |
| سوا فان در الست        | Swa Van der Elst        | ۴۴             | ۱۴           | ۳۳۹۷                  | ۳۱ اکتبر ۱۹۷۳   | تیم ملی فوتبال نروژ                  | ۹ نوامبر ۱۹۸۳   | تیم ملی فوتبال سوئیس                         | [ ۴۷ ]  |
| گرت د فلیگر            | Geert De Vlieger        | ۴۳             | *            | ۳۴۹۷                  | ۵ فوریه ۱۹۹۹    | تیم ملی فوتبال یونان                 | ۰۱ مارس ۲۰۰۶    | تیم ملی فوتبال لوکزامبورگ                    | [ ۴۸ ]  |
| توماس ورمائلن          | توماس ورمائلن           | ۴۳             | ۱            | ۳۴۴۱                  | ۰۱ مارس ۲۰۰۶    | تیم ملی فوتبال لوکزامبورگ            | ۲۹ مه ۲۰۱۳      | تیم ملی فوتبال ایالات متحده آمریکا           | [ ۴۹ ]  |
| میشل د وولف            | Michel De Wolf          | ۴۲             | ۱            | ۳۴۵۳                  | ۱۵ اکتبر ۱۹۸۰   | تیم ملی فوتبال ایرلند                | ۷ سپتامبر ۱۹۹۴  | تیم ملی فوتبال ارمنستان                      | [ ۵۰ ]  |
| تورکه لمبرشتس          | Torreke Lemberechts     | ۴۲             | ۱۴           | ۳۷۸۰                  | ۱۳ مه ۱۹۴۵      | تیم ملی فوتبال لوکزامبورگ            | ۱۹ ژانویه ۱۹۵۵  | تیم ملی فوتبال ایتالیا                       | [ ۵۱ ]  |
| نیکو فان کرکهوفن       | Nico Van Kerckhoven     | ۴۲             | ۳            | ۳۲۱۵                  | ۲۹ مه ۱۹۹۶      | تیم ملی فوتبال ایتالیا               | ۱۷ ژوئن ۲۰۰۲    | تیم ملی فوتبال برزیل                         | [ ۵۲ ]  |
| فیلیپه آلبرت           | Philippe Albert         | ۴۱             | ۵            | ۳۳۷۶                  | ۱۹ آوریل ۱۹۸۷   | تیم ملی فوتبال ایرلند                | ۶ سپتامبر ۱۹۹۷  | تیم ملی فوتبال هلند                          | [ ۵۳ ]  |
| روبرت پاوریک           | Robert Paverick         | ۴۱             | *            | ۳۶۹۰                  | ۳۱ مارس ۱۹۳۵    | تیم ملی فوتبال هلند                  | ۳۰ مه ۱۹۴۶      | تیم ملی فوتبال هلند                          | [ ۵۴ ]  |
| اکسل ویتسل             | Axel Witsel             | ۴۱             | ۵            | ۳۳۵۲                  | ۲۶ مارس ۲۰۰۸    | تیم ملی فوتبال مراکش                 | ۶ سپتامبر ۲۰۱۳  | تیم ملی فوتبال اسکاتلند                      | [ ۵۵ ]  |
| لی کلی‌یسترس            | Lei Clijsters           | ۴۰             | ۳            | ۲۷۳۴                  | ۳۰ مارس ۱۹۸۳    | تیم ملی فوتبال جمهوری دمکراتیک آلمان | ۲۷ مارس ۱۹۹۱    | تیم ملی فوتبال ولز                           | [ ۵۶ ]  |
| کریستیان پیوت          | Christian Piot          | ۴۰             | ۱            | ۳۶۰۰                  | ۱۹ اکتبر ۱۹۶۹   | تیم ملی فوتبال یوگسلاوی              | ۲۶ مارس ۱۹۷۷    | تیم ملی فوتبال هلند                          | [ ۵۷ ]  |
| استون دفور             | Steven Defour           | ۳۹             | ۲            | ۲۷۲۴                  | ۱۱ مه ۲۰۰۶      | تیم ملی فوتبال عربستان سعودی         | ۶ سپتامبر ۲۰۱۳  | تیم ملی فوتبال اسکاتلند                      | [ ۵۸ ]  |
| ژان نیکولای            | Jean Nicolay            | ۳۹             | *            | ۳۴۶۴                  | ۲۴ مه ۱۹۵۹      | تیم ملی فوتبال اتریش                 | ۸ اکتبر ۱۹۶۷    | تیم ملی فوتبال لهستان                        | [ ۵۹ ]  |
| فیلیپه کلمنت           | Philippe Clement        | ۳۸             | ۱            | ۲۷۴۹                  | ۲۵ مارس ۱۹۹۸    | تیم ملی فوتبال نروژ                  | ۶ ژوئن ۲۰۰۷     | تیم ملی فوتبال فنلاند                        | [ ۶۰ ]  |
| استفانه دمول           | Stéphane Demol          | ۳۸             | ۱            | ۳۱۰۵                  | ۲۳ آوریل ۱۹۸۶   | تیم ملی فوتبال بلغارستان             | ۲۰ نوامبر ۱۹۹۱  | تیم ملی فوتبال آلمان                         | [ ۶۱ ]  |
| ادن آزار               | ادن آزار                | ۳۸             | ۵            | ۲۳۶۶                  | ۱۹ نوامبر ۲۰۰۸  | تیم ملی فوتبال لوکزامبورگ            | ۱۴ اوت ۲۰۱۳     | تیم ملی فوتبال فرانسه                        | [ ۶۲ ]  |
| کوین میرالاس           | Kevin Mirallas          | ۳۸             | ۸            | ۱۹۲۵                  | ۲۲ اوت ۲۰۰۷     | تیم ملی فوتبال صربستان               | ۶ سپتامبر ۲۰۱۳  | تیم ملی فوتبال اسکاتلند                      | [ ۶۳ ]  |
| آلفونس فان براندت      | Alfons Van Brandt       | ۳۸             | *            | ۳۳۸۰                  | ۱ نوامبر ۱۹۵۰   | تیم ملی فوتبال هلند                  | ۸ دسامبر ۱۹۵۷   | تیم ملی فوتبال ترکیه                         | [ ۶۴ ]  |
| پائول فان دن برگ       | Paul Van Den Berg       | ۳۸             | ۱۶           | ۳۳۱۳                  | ۳۱ مارس ۱۹۵۷    | تیم ملی فوتبال اسپانیا               | ۸ اکتبر ۱۹۶۷    | تیم ملی فوتبال لهستان                        | [ ۶۵ ]  |
| مارک امرس              | Marc Emmers             | ۳۷             | ۲            | ۲۸۳۹                  | ۱۹ ژانویه ۱۹۸۸  | تیم ملی فوتبال اسرائیل               | ۷ سپتامبر ۱۹۹۴  | تیم ملی فوتبال ارمنستان                      | [ ۶۶ ]  |
| فلوریموند فان هالمه    | Florimond Van Halme     | ۳۷             | ۱            | ۳۲۴۰                  | ۵ مه ۱۹۲۱       | تیم ملی فوتبال ایتالیا               | ۲۵ مه ۱۹۳۰      | تیم ملی فوتبال فرانسه                        | [ ۶۷ ]  |
| نیکو کلاسن             | Nico Claesen            | ۳۶             | ۱۲           | ۲۷۳۲                  | ۱۲ اکتبر ۱۹۸۳   | تیم ملی فوتبال اسکاتلند              | ۲۶ ژوئن ۱۹۹۰    | تیم ملی فوتبال انگلستان                      | [ ۶۸ ]  |
| گلن د بوئک             | Glen De Boeck           | ۳۶             | ۱            | ۲۴۰۹                  | ۶ اکتبر ۱۹۹۳    | تیم ملی فوتبال گابن                  | ۲۱ اوت ۲۰۰۲     | تیم ملی فوتبال لهستان                        | [ ۶۹ ]  |
| ژوهان والم             | Johan Walem             | ۳۶             | ۲            | ۲۶۴۸                  | ۲۰ نوامبر ۱۹۹۱  | تیم ملی فوتبال آلمان                 | ۱۷ ژوئن ۲۰۰۲    | تیم ملی فوتبال برزیل                         | [ ۷۰ ]  |
| توماس بوفل             | Thomas Buffel           | ۳۵             | ۶            | ۲۵۰۲                  | ۱۲ اکتبر ۲۰۰۲   | تیم ملی فوتبال آندورا                | ۶ فوریه ۲۰۱۳    | تیم ملی فوتبال اسلواکی                       | [ ۷۱ ]  |
| ژولین کولس             | Julien Cools            | ۳۵             | ۲            | ۲۸۴۷                  | ۱ ژوئن ۱۹۷۴     | تیم ملی فوتبال اسکاتلند              | ۲۲ ژوئن ۱۹۸۰    | تیم ملی فوتبال آلمان غربی                    | [ ۷۲ ]  |
| ژان دوک                | Jean Dockx              | ۳۵             | ۳            | ۲۵۸۸                  | ۲۲ نوامبر ۱۹۶۷  | تیم ملی فوتبال لوکزامبورگ            | ۱۵ نوامبر ۱۹۷۵  | تیم ملی فوتبال فرانسه                        | [ ۷۳ ]  |
| لوک میله‌کامپس          | Luc Millecamps          | ۳۵             | *            | ۲۹۵۶                  | ۱۲ سپتامبر ۱۹۷۹ | تیم ملی فوتبال نروژ                  | ۹ نوامبر ۱۹۸۳   | تیم ملی فوتبال سوئیس                         | [ ۷۴ ]  |
| لئون سملینگ            | Léon Semmeling          | ۳۵             | ۲            | ۲۸۹۹                  | ۲۰ مه ۱۹۶۱      | تیم ملی فوتبال سوئیس                 | ۱۸ نوامبر ۱۹۷۳  | تیم ملی فوتبال هلند                          | [ ۷۵ ]  |
| آرنولد باجو            | Arnold Badjou           | ۳۴             | *            | ۲۹۳۳                  | ۱۳ آوریل ۱۹۳۰   | تیم ملی فوتبال فرانسه                | ۱۸ مه ۱۹۳۹      | تیم ملی فوتبال فرانسه                        | [ ۷۶ ]  |
| ژان کاپله              | Jean Capelle            | ۳۴             | ۱۹           | ۳۰۰۵                  | ۲۹ مارس ۱۹۳۱    | تیم ملی فوتبال هلند                  | ۱۸ مه ۱۹۳۹      | تیم ملی فوتبال فرانسه                        | [ ۷۷ ]  |
| نیکولاس هویدونک        | Nicolaas Hoydonckx      | ۳۴             | *            | ۳۰۶۰                  | ۱۲ فوریه ۱۹۲۸   | تیم ملی فوتبال جمهوری ایرلند         | ۲۶ نوامبر ۱۹۳۳  | تیم ملی فوتبال دانمارک                       | [ ۷۸ ]  |
| ژان تیسن               | Jean Thissen            | ۳۴             | *            | ۲۹۹۲                  | ۱۰ ژانویه ۱۹۶۸  | تیم ملی فوتبال اسرائیل               | ۲۶ اکتبر ۱۹۷۷   | تیم ملی فوتبال هلند                          | [ ۷۹ ]  |
| اریک فان میر           | Eric Van Meir           | ۳۴             | ۱            | ۲۵۱۳                  | ۶ اکتبر ۱۹۹۳    | تیم ملی فوتبال گابن                  | ۱۴ ژوئن ۲۰۰۲    | تیم ملی فوتبال روسیه                         | [ ۸۰ ]  |
| دزیره باستین           | Désiré Bastin           | ۳۳             | ۷            | ۲۹۷۰                  | ۳۱ اوت ۱۹۲۰     | تیم ملی فوتبال هلند                  | ۱۷ آوریل ۱۹۳۲   | تیم ملی فوتبال هلند                          | [ ۸۱ ]  |
| ژان دی بای             | Jan De Bie              | ۳۳             | *            | ۲۹۷۰                  | ۳۱ اوت ۱۹۲۰     | تیم ملی فوتبال هلند                  | ۸ ژوئن ۱۹۳۰     | تیم ملی فوتبال پرتغال                        | [ ۸۲ ]  |
| فیلیپ د ویلده          | Filip De Wilde          | ۳۳             | *            | ۲۶۶۸                  | ۲۳ اوت ۱۹۸۹     | تیم ملی فوتبال دانمارک               | ۱۹ ژوئن ۲۰۰۰    | تیم ملی فوتبال ترکیه                         | [ ۸۳ ]  |
| نیکو دوالکو            | Nico Dewalque           | ۳۳             | *            | ۲۹۱۰                  | ۲۸ اکتبر ۱۹۶۷   | تیم ملی فوتبال فرانسه                | ۲۷ سپتامبر ۱۹۷۵ | تیم ملی فوتبال آلمان غربی                    | [ ۸۴ ]  |
| رائول لمبرت            | Raoul Lambert           | ۳۳             | ۱۸           | ۲۷۴۵                  | ۲۰ آوریل ۱۹۶۶   | تیم ملی فوتبال فرانسه                | ۲۶ اکتبر ۱۹۷۷   | تیم ملی فوتبال هلند                          | [ ۸۵ ]  |
| مارتین لیپنس           | Martin Lippens          | ۳۳             | ۲            | ۲۸۶۳                  | ۳۱ مارس ۱۹۵۷    | تیم ملی فوتبال اسپانیا               | ۲۵ دسامبر ۱۹۶۳  | تیم ملی فوتبال فرانسه                        | [ ۸۶ ]  |
| ریه میرت               | Rie Meert               | ۳۳             | *            | ۲۸۶۰                  | ۲۴ دسامبر ۱۹۴۴  | تیم ملی فوتبال فرانسه                | ۳۱ مارس ۱۹۵۷    | تیم ملی فوتبال اسپانیا                       | [ ۸۷ ]  |
| ژان پلاسکی             | Jean Plaskie            | ۳۳             | *            | ۲۹۷۰                  | ۲۲ مارس ۱۹۶۴    | تیم ملی فوتبال هلند                  | ۲۶ مه ۱۹۷۱      | تیم ملی فوتبال دانمارک                       | [ ۸۸ ]  |
| رودی اسمیتس            | Rudi Smidts             | ۳۳             | ۱            | ۲۵۷۸                  | ۲ سپتامبر ۱۹۹۲  | تیم ملی فوتبال چکسلواکی              | ۱۱ اکتبر ۱۹۹۷   | تیم ملی فوتبال ولز                           | [ ۸۹ ]  |
| ژان فرهین              | Jan Verheyen            | ۳۳             | *            | ۲۴۹۸                  | ۲۴ مارس ۱۹۶۵    | تیم ملی فوتبال ایرلند                | ۲۵ آوریل ۱۹۷۶   | تیم ملی فوتبال هلند                          | [ ۹۰ ]  |
| لوئیس ورسیپ            | Louis Versyp            | ۳۳             | ۷            | ۲۹۰۲                  | ۱۳ آوریل ۱۹۳۰   | تیم ملی فوتبال فرانسه                | ۰۸ مارس ۱۹۳۶    | تیم ملی فوتبال فرانسه                        | [ ۹۱ ]  |
| ژاکوس استکمن           | Jacques Stockman        | ۳۲             | ۱۳           | ۲۶۹۴                  | ۱۳ آوریل ۱۹۵۸   | تیم ملی فوتبال هلند                  | ۲۱ مه ۱۹۶۷      | تیم ملی فوتبال لهستان                        | [ ۹۲ ]  |
| اروین فاندلداین        | Erwin Vandendaele       | ۳۲             | ۱            | ۲۸۳۶                  | ۱۵ نوامبر ۱۹۷۰  | تیم ملی فوتبال فرانسه                | ۲۶ ژانویه ۱۹۷۷  | تیم ملی فوتبال ایتالیا                       | [ ۹۳ ]  |
| پاتریک فرفوت           | Patrick Vervoort        | ۳۲             | ۳            | ۲۵۴۸                  | ۲۳ آوریل ۱۹۸۶   | تیم ملی فوتبال بلغارستان             | ۱۱ سپتامبر ۱۹۹۱ | تیم ملی فوتبال لوکزامبورگ                    | [ ۹۴ ]  |
| الکساندره سژرنیاتینسکی | Alexandre Czerniatynski | ۳۱             | ۸            | ۱۹۲۵                  | ۹ سپتامبر ۱۹۸۱  | تیم ملی فوتبال فرانسه                | ۲ ژوئیه ۱۹۹۴    | تیم ملی فوتبال آلمان                         | [ ۹۵ ]  |
| مارسل درایس            | Marcel Dries            | ۳۱             | *            | ۲۷۴۷                  | ۱۹ آوریل ۱۹۵۳   | تیم ملی فوتبال هلند                  | ۱۴ ژوئن ۱۹۵۹    | تیم ملی فوتبال اتریش                         | [ ۹۶ ]  |
| لوئیس الیویرا باراسو   | Luis Oliveira Barroso   | ۳۱             | ۷            | ۲۲۴۶                  | ۲۶ فوریه ۱۹۹۲   | تیم ملی فوتبال تونس                  | ۳۰ مارس ۱۹۹۹    | تیم ملی فوتبال مصر                           | [ ۹۷ ]  |
| امیل استی‌ینن           | Emile Stijnen           | ۳۱             | ۱            | ۲۷۹۰                  | ۱ مه ۱۹۳۲       | تیم ملی فوتبال فرانسه                | ۱۸ مه ۱۹۳۹      | تیم ملی فوتبال فرانسه                        | [ ۹۸ ]  |
| یله فان دامه           | Jelle Van Damme         | ۳۱             | *            | ۱۸۱۱                  | ۲۹ مارس ۲۰۰۳    | تیم ملی فوتبال کرواسی                | ۱۴ اوت ۲۰۱۳     | تیم ملی فوتبال فرانسه                        | [ ۹۹ ]  |
| استین استی‌ینن          | Stijn Stijnen           | ۳۰             | *            | ۲۶۰۴                  | ۱۱ مه ۲۰۰۶      | تیم ملی فوتبال عربستان سعودی         | ۱۲ اوت ۲۰۰۹     | تیم ملی فوتبال جمهوری چک                     | [ ۱۰۰ ] |
| هنری دیریکس            | Henri Diricx            | ۲۹             | ۱            | ۲۵۷۳                  | ۱۰ ژوئن ۱۹۵۲    | تیم ملی فوتبال ایتالیا               | ۲۲ مه ۱۹۶۰      | تیم ملی فوتبال بلغارستان                     | [ ۱۰۱ ] |
| آگوست هلمانس           | August Hellemans        | ۲۸             | *            | ۲۵۲۰                  | ۵ ژوئن ۱۹۲۸     | تیم ملی فوتبال هلند                  | ۲۱ ژانویه ۱۹۳۴  | تیم ملی فوتبال فرانسه                        | [ ۱۰۲ ] |
| برونو ورساول           | Bruno Versavel          | ۲۸             | ۴            | ۲۳۲۵                  | ۱۲ اکتبر ۱۹۸۸   | تیم ملی فوتبال برزیل                 | ۷ ژوئن ۱۹۹۶     | تیم ملی فوتبال مقدونیه                       | [ ۱۰۳ ] |
| توبی آلدروایرلد        | Toby Alderweireld       | ۲۷             | *            | ۲۱۰۰                  | ۲۹ مه ۲۰۰۹      | تیم ملی فوتبال شیلی                  | ۶ سپتامبر ۲۰۱۳  | تیم ملی فوتبال اسکاتلند                      | [ ۱۰۴ ] |
| والتر باسگیو           | Walter Baseggio         | ۲۷             | ۱            | ۱۷۹۹                  | ۲۷ مارس ۱۹۹۹    | تیم ملی فوتبال بلغارستان             | ۹ فوریه ۲۰۰۵    | تیم ملی فوتبال مصر                           | [ ۱۰۵ ] |
| برتراند کراسون         | Bertrand Crasson        | ۲۶             | ۱            | ۱۷۶۹                  | ۱ مه ۱۹۹۱       | تیم ملی فوتبال آلمان                 | ۱۵ اوت ۲۰۰۱     | تیم ملی فوتبال فنلاند                        | [ ۱۰۶ ] |
| دنیس هوف               | Denis Houf              | ۲۶             | ۵            | ۲۳۷۰                  | ۱۷ ژوئن ۱۹۵۴    | تیم ملی فوتبال انگلستان              | ۲۰ مه ۱۹۶۱      | تیم ملی فوتبال سوئیس                         | [ ۱۰۷ ] |
| فیلیپه لئونارد         | Philippe Léonard        | ۲۶             | *            | ۱۵۸۸                  | ۲۲ آوریل ۱۹۹۵   | تیم ملی فوتبال ایالات متحده آمریکا   | ۱۵ نوامبر ۲۰۰۶  | تیم ملی فوتبال لهستان                        | [ ۱۰۸ ] |
| موریس مارتنس           | Maurice Martens         | ۲۶             | ۲            | ۱۸۴۷                  | ۷ نوامبر ۱۹۷۱   | تیم ملی فوتبال لوکزامبورگ            | ۶ ژوئن ۱۹۸۰     | تیم ملی فوتبال رومانی                        | [ ۱۰۹ ] |
| دریک مدود              | Dirk Medved             | ۲۶             | ۱            | ۲۰۰۹                  | ۱۱ سپتامبر ۱۹۹۱ | تیم ملی فوتبال لوکزامبورگ            | ۱۱ فوریه ۱۹۹۷   | تیم ملی فوتبال ایرلند شمالی                  | [ ۱۱۰ ] |
| استنلی واندن آینده     | Stanley Vanden Eynde    | ۲۶             | ۹            | ۲۲۸۴                  | ۳ مه ۱۹۳۱       | تیم ملی فوتبال هلند                  | ۱۳ مارس ۱۹۳۸    | تیم ملی فوتبال لوکزامبورگ                    | [ ۱۱۱ ] |
| گیلس د بیلده           | Gilles De Bilde         | ۲۵             | ۳            | ۱۱۹۲                  | ۱۶ نوامبر ۱۹۹۴  | تیم ملی فوتبال مقدونیه               | ۱۶ اوت ۲۰۰۰     | تیم ملی فوتبال بلغارستان                     | [ ۱۱۲ ] |
|                        |                         |                |              |                       |                 |                                      |                 |                                              |         |